# Charlotte (wrestler)
Ashley Elizabeth Fliehr (n. 5 aprilie 1986, Charlotte, Carolina de Nord, S.U.A.), cunoscută mai bine sub numele ei de ring Charlotte Flair, este o luptătoare profesionistă americană, care lucrează în prezent pentru RAW, din cadrul companiei WWE. Charlotte a fost campioană NXT, campioana divelor, de 4 ori campioana feminină din RAW și de 5 ori campioana feminină din SmackDown. Flair deține un total de 13 titluri, ceea ce o face cea mai titrată femeie din wrestling. 
Este fiica fostului wrestler Ric Flair (Richard Morgan Fliehr)
În 2016 a făcut parte, alături de Sasha Banks, din primul match Hell in a cell al femeilor. Din acest match a ieșit campioană, devenind astfel Raw Women's Champion.
În 2020 a câștigat un loc la WrestleMania, prin victoria de la Royal Rumble. 
În 2018 a participat la WrestleMania pentru a-și proteja titlul împotriva lui Asuka. Și din acest match a ieșit victorioasă.
În prezent ea deține WWE Women's Tag Team Championship alături de Asuka.
După victoria de la WWE TLC, Flair devine a patra femeie din companie care a deținut toate titlurile dedicate divizei feminine în WWE.
În ianuarie 2020, Charlotte s-a logodit cu wrestlerul profesionist Andrade

## Titluri în WWE
- NXT Women's Championship (2 ori)
- WWE Divas Championship (1 dată)
- WWE Raw Women's Championship (4 ori)
- WWE SmackDown Women's Championship (5 ori)
- Women's Royal Rumble (2020)
- WWE Year-End Award (1 dată)
  - Lupta anului (2018) vs. Becky Lynch la Evolution
- WWE Women's Tag Team Championship cu Asuka (1 dată)

1. 1 2 3  Wrestlingdata.com, accesat în 11 septembrie 2022
2. 1 2 3  „Charlotte”, Internet Movie Database, accesat în 11 septembrie 2022
3. ↑  Internet Wrestling Database, accesat în 11 septembrie 2022